# Sueski kanal
Sueski kanal je umjetno prokopan kanal dugačak 193,3 kilometra između Sredozemnog i Crvenog mora, koji razdvaja afrički od azijskog kontinenta te je najbliža pomorska veza između zapadne i istočne Zemljine hemisfere. Golema strateška važnost Sueskog kanala za Zapad postaje još jasnija u svjetlu činjenice da je najvažniji tankerski plovni put za opskrbu Europe bliskoistočnom naftom. Kanal je dobio ime po egipatskom gradu Suezu.
Gradnju kanala izvelo je francusko trgovačko društvo Compagnie Universelle du Canal de Suez pod upravom Ferdinanda Lessepsa. Planove za gradnju radio je još od 1838. austrijski pionir željeznica Alois Negrelli.  Pri gradnji Sueskoga kanala s Lessepsom je surađivao hrvatski građevinski inženjer Antun Luković iz Prčnja. Sueski kanal pušten je u promet 16. studenog 1869. godine.
Gradnjom kanala regija je bitno izmijenjena i postala je jedno od najvažnijih gospodarskih područja Egipta. Na sjevernome ulazu je grad Port Said, a najveći je Ismaillia, prometno čvorište prema Kairu. Na južnom ulazu u kanal je grad Suez.

## Povijest
Povijest Sueskog kanala je vrlo stara, seže još u Stari vijek, u vrijeme Starog Egipta. Dokumentirano je postojanje dva pradavna kanala koji su olakšavali putovanje između Nila i Crvenog mora.  Jedan uži kanal izgrađen je u vrijeme vladavine Sesostrisa III ili Ramsesa II.  U drugi, dulji kanal bio je inkorporiran i dio prvog, no bio je smješten južnije. Građen je u vrijeme vladavine Necha II., no nije dovršen. To je pošlo za rukom tek perzijskom velikom kralju Dariju I. (oko 550. pr. Kr. do 486. pr. Kr.). Prema Herodotu, ovaj veliki projekt uzeo je oko 120.000 ljudskih života. Ptolomejevići su ga održavali i dalje poboljšali. 
Već u vrijeme vladavine Kleopatre kanal je bio dijelom zasut pijeskom, a izvori ne spominju ništa značajno o kanalu u vrijeme vladavine Rimljana. Nakon arapskog osvajanja Egipta kanal je obnovljen i korišten je prije svega za prijevoz žitarica, a već u 8. stoljeću kanal je ponovo bio neupotrebljiv. Danas još samo slabi tragovi ukazuju na staro djelo na kojem su radili faraoni, Perzijanci Ptolomejevići, rimski carevi i arapski kalifi.

## Kanal u novom vremenu
Ideja o gradnji kanala nije se izgubila ni u srednjem vijeku kao niti u novije vrijeme. Određeno zanimanje pokazivali su Mlečani i Nijemci, no ozbiljnije radnje vezane uz kanal poduzeo je tek Napoleon.
Napoleon je htio iskoristiti Egipat kao mostobran za napad na Britansku Indiju, što bi uvelike bilo olakšano postojanjem pomorske veze između Sredozemnog i Crvenog mora. No, rezultati mjerenja pokazali su razliku u razinama tih mora od gotovo 10 metara, pa se odustalo od toga, a i Napoleon je 1801. morao napustiti Egipat.
Barometrijska mjerenja engleskih časnika 1841. kao i rad studijske grupe Francuza, Britanaca i Austrijanaca 1846. godine pouzdano su dokazali, da su razlike u razinama ovih mora zanemarive. 
Lesseps uspijeva 1856. dobiti od Visoke Porte koncesiju za gradnju kanala i osnivanje dioničkog društva Compagnie universelle du canal maritime de Suez. Društvo dobiva i prava na korištenje kanala na 99 godina, nakon kojih bi kanal postao egipatski.

### Gradnja
25. travnja 1859. gradnja počinje u Port Saidu, na sjevernom kraju kanala, i povezana je s ogromnim poteškoćama. Sav materijal, alati, strojevi, ugljen, željezo, drvo, sve je trebalo dopremiti iz Europe.
1862. je od 1.800 deva u vlasništvu Kompanije njih čak 1.600 korišteno je svaki dan za dopremanje pitke vode za 25.000 radnika. Dnevni troškovi samo za dopremu vode bili su ogromni, tako da je bilo neophodno prvo sagraditi kanal za dopremu pitke vode. To je dovršeno krajem 1863. godine.
Gradnja kanala praćena je nizom poteškoća. Pored neprekidnih financijskih problema, došlo je i do izbijanja kolere. Od ukupno 1,5 milijuna radnika, pretežno Egipćana, umrlo je oko 125.000, uglavnom od kolere. 
Posljednju zapreku što je dijelila Sredozemno od Crvenoga mora uklonio je Hrvat Andrija Lončarić Josipov. Procjenjuje se da je do 3000 Hrvata radilo na Sueskom kanalu, od kojih je dio zauvijek i ostao živjeti u Egiptu.
Na otvaranju kanala 17. studenoga 1869. blagoslovio ga je hrvatski svećenik Ljudevit Ćurčija (Alojz, Lujo Ivan Ćurčija).

## Gospodarsko značenje
Najveću gospodarsku korist od kanala imale su najsnažnije pomorsko-trgovačke tvrtke iz područja Sredozemlja jer su sad imale značajno bržu vezu s Dalekim istokom nego nacije sa sjevera i zapada Europe. Najznačajniji profit imao je Austrijski Lloyd (Österreichische Lloyd), austrijska tvrtka za pomorsku trgovinu, koja dožljivava strelovitu ekspanziju nakon otvaranja kanala. 

## Uloga kanala u političkim razmiricama
Upravljanje kanalom u početku je bilo visoko nerentabilno, i Egipat se našao pred bankrotom, pa 1875. vlada Velike Britanije preuzima egipatski dio dionica u kompaniji i time stječe odlučujući utjecaj na kanal. Otpor stanovništva utjecaju Britanije rezultirao je Urabijevom pobunom, što je opet, suzbijanjem pobune (1882.), dovelo do britanske okupacije Egipta koji je do tada bio dio Osmanskog Carstva. 
Iako je Konvencijom iz Konstantinopolisa 1880. godine Sueski kanal proglašen neutralnom zonom i proklamiran slobodan prolaz trgovinskim i ratnim brodovima, područje kanala bilo je već u Prvom svjetskom ratu predmet prijepora. 
I nakon osnivanja Kraljevine Egipta 1922. godine, Velika Britanija zadržava kontrolu nad područjem kanala, što potvrđuje ugovorom 1936. godine. Vlasnik i gospodarski korisnik kanala, koji je u međuvremenu postao vrlo profitabilan, i dalje ostaje Compagnie universelle du canal maritime de Suez.

Britanska kontrola zadržala se i tijekom Drugog svjetskog rata. Uspjeli su odbiti napade Italije 1940. kao i njemačkog Afričkog korpusa u veljači 1941. godine. 

## Egipatsko preuzimanje kontrole nad kanalom
Nacionalizacija kanala od strane Egipta 26. srpnja 1956., dakle 12 godina prije isteka vremena na koje je Društvo imalo koncesiju, dovelo je do Sueske krize, i kanal ostaje neprohodan do travnja 1957. 
Desetak godina kasnije (1967.), bliskoistočni sukobi ponovo dovode do zatvaranja kanala, a plovidba je obnovljena je tek u svibnju 1975. godine.

## Poznati Hrvati na gradnji Sueskog kanala
- Antun Luković;[1][8]
- Andrija Lončarić Josipov[8] (uklonio posljednju prepreku što je dijelila Sredozemno i Crveno more)
- Ljudevit Čurčija, franjevac koji je blagoslovio Kanal na njegovu otvaranju[8]